# Tom Golisano
Blase Thomas Golisano (nascido em 14 de novembro de 1941) é um político, empresário, filantropo e bilionário norte-americano. Ele é o fundador da Paychex, a segunda maior empresa de pagamento de processador nos Estados Unidos e ex-co-proprietária (junto com o promotor imobiliário Larry Quinn), do time Buffalo Sabres e do Buffalo Bandits. Eles foram vendidos oficialmente em fevereiro de 2011.
Ele é um membro fundador do Partido Independente de Nova Iorque, e concorreu para o governador de Nova York em 1994, 1998 e 2002. Apesar de ter perdido a cada vez, ele aumentou sua porcentagem de votos. Gastou 93 milhões nas três campanhas. Em 2002, desafiou o governador de Nova Iorque, George Pataki, como o candidato do Partido Independente. Ao receber mais de 50.000 votos, Golisano trouxe o Partido Independente como um dos maiores de seu estado. Houve especulações de que ele iria para governador na chapa republicana, mas ele anunciou, em 15 de maio de 2009 que ele estava se mudando para a Flórida para fugir dos impostos do Estado de Nova Iorque.

## Histórico eleitoral
- Eleição para governador de Nova Iorque em 1994

217.490 votos, 4,1%
- Eleição para governador de Nova Iorque em 1998

364.056 votos, 7,69%
- Eleição para governador de Nova Iorque em 2002

654.016 votos, 14,28%